# 7 Up
7 Up («Севен Ап») — торговая марка газированного напитка со вкусом лимона и лайма, не содержащего кофеина. Права на распространение данного продукта сохранены фирмами Dr Pepper Snapple Group (в США) и PepsiCo (за пределами США). В 1934 году напиток стал безалкогольным, до этого в него добавлялась небольшая доза алкоголя.

## История
7 Up создан Чарльзом Лейпером Григом, который в 1920 году основал компанию The Howdy Corporation для производства изобретённого им лёгкого напитка с апельсиновым вкусом под названием Howdy.
Однако Григу было трудно конкурировать с господствовавшим на рынке США Orange Crush, и изобретатель сосредоточился на напитках с ароматами лимона и лайма.
В 1929 году он вышел на рынок с новым напитком под названием Bib-Label Lithiated Lemon-Lime Soda (вскоре переименованным в 7Up Lithiated Lemon Soda), в состав которого входил цитрат лития.
Представление о том, что литий способствует растворению уратов, накопление которых в организме считалось причиной многих болезней, привело к появлению множества «тоников», и 7 Up стал наиболее известным из них.
Цитрат лития был исключён из состава напитка лишь в 1950 году, после запрета на применение этого химического соединения в США.
В 1978 году Филипп Моррис приобрёл торговую марку 7UP и в 1986 году продал её двум компаниям: международную часть — PepsiCo, а американскую — группе фирм Hicks & Haas.
В 1988 году 7UP был объединён с Dr Pepper, а в 1995 году совместную компанию купил Cadbury Schweppes.
В 2008 году Dr Pepper Snapple Group отделилась от фирмы Cadbury Schweppes.
В 2018 году Dr Pepper Snapple Group объединилась c Keurig Green Mountain в Keurig Dr Pepper.

## Логотип
Логотип 7UP представляет собой красную каплю между «7» и «UP».
В 2008 году корпорация PepsiCo объявила о проведении глобального ребрендинга. Впоследствии все логотипы выпускаемой продукции (Pepsi, 7UP, Mountain Dew и другие) претерпели кардинальные изменения.
В России логотип сменился в 2011 году.
В США используется прежний логотип.